# توماس بالفاي
توماس بالفاي (بالفرنسية: Thomas Balvay)‏ (1888 – 1945) حكم كرة قدم في فترة العشرينات والثلاثينات من القرن العشرين وهو أحد الذين شاركوا في بطولة كأس العالم لكرة القدم 1930 الأولى التي أقيمت في الأوروغواي ولقد كان الحكم الوحيد المستدعى من فرنسا .

## الغموض
قال مؤرخ كرة قدم الإنجليزية كريس فريدي بأن بالفاي مدرس لغة إنجليزية مقيم في باريس خلال العشرينات وبالتالي فهو يعتبر أول حكم إنجليزي يشارك في بطولات كأس العالم . وقال فريدي في كتابه (كأس العالم 2002) : بالواي إنجليزي مقيم في باريس ولكن الاتحاد الفرنسي لكرة القدم ذكر في موقعه الرسمي بأن اسمه جورج بالفاي وهذا خطأ) .
وأضاف فريدي بأننا يجب أن لا نسترسل في الحديث كثيرا عنه لأنه لا توجد معلومات كثيرة عنه .

## اسمه
هنا خلاف حول اسمه الحقيقي  حيث أن الاتحاد الفرنسي لكرة القدم يذكره أحيانا باسم جورج بالفاي وأحيانا أخرى باسم توماس بالفاي  بينما الاتحاد الدولي لكرة القدم يشير عليه باسم جون بالواي.

## المسيرة التحكيمية
أصبح حكما دوليا اعتبارا من سنة 1922 وشارك في تحكيم المباراة النهائية لبطولة كأس فرنسا مرتين 1926 و 1928 .
سافر على متن السفينة الكونت الأخضر برفقة رئيس الاتحاد الدولي لكرة القدم جول ريميه وبعثة منتخبات فرنسا ، البرازيل ، رومانيا ، و بلجيكا للمشاركة في بطولة كأس العالم الأولى في الأوروغواي.
عندما وقفت السفينة في ميناء مدينة ريو دي جانيرو لاصطحاب بعثة منتخب البرازيل علم بالفاي أن زوجته توفيت في فرنسا .

## روابط خارجية
- توماس بالفاي على موقع Soccerway.com (الإنجليزية)